# Lijst van heren en vrouwen van Boxtel
De volgende heren en vrouwen van de heerlijkheid Boxtel, met uiteindelijk als zetel Kasteel Stapelen, zijn bekend of worden genoemd:

## Lijst van heren en vrouwen van Boxtel
1. Een anonieme heer van Randerode, met kinderen Mengheris en Harper I.
2. Harper I van Randerode (ca. 1055 - na 1110), met kinderen Gerard, Harper II en Willem, welke laatste kanunnik te Bonn was.
3. Harper II van Randerode (ca. 1085 - ?), met kind of neef Gosewinus, die kruisvaarder was in 1147 (kan ook kind van Gerard zijn), Willem, en Gerard.
4. 1144 Harper III van Randerode (ca. 1115 - ?) Eigenaar goed De Rijt, Tilburg
5. 1166 Willem I van Randerode (ca. 1145 - ?), of Willem van Stapelen.
6. 1173-1226 Gerard (II) van Randerode (ca. 1160 - <1247), broer van Willem; gehuwd met Beatrix von Ahr; zoon : Lodewijk.
7. Lodewijk van Randerode (ca. 1185 - ?), gehuwd met Jutta; kinderen Lodewijk II en Willem I van Boxtel.
8. 1239-1290 Willem I van Randerode van Boxtel (1212 - 1290). Gehuwd met Aleidis van der Aa (ca. 1220 - <1262), weduwe van Hendrik III van Cuijk van Waardenburg; in 1254 hertrouwd met Justina van Diepenbeek, kind van Aleidis van der Aa.

De erfdochter van Boxtel Elisabeth (ca. 1260 - ?), gehuwd met Rutger van Cuijk in 1288 ook nog heer van Stapelen. Kinderen; Willem II en Lodewijk, kanunnik te Keulen.
1. 1290-1334 Willem II van Boxtel, gehuwd met Maria van Diest; kinderen : Hendrik en Willem III.
2. 1334-1337 Hendrik van Boxtel.
3. 1337-1350 Willem III van Boxtel, gehuwd met Kunegunde van Dalen en Diepenheim; kinderen : Maria en Willem IV.
4. 1351-1356 Willem IV van Boxtel.
5. Maria van Boxtel, erfvrouwe, gehuwd met Dirk van Herlaer, later met Dirk van Merheim; zoon : Willem.
6. 13..-1420 Willem van Merheim, gehuwd met Agnes van Cronenborch; kinderen : Dirk, Jan, en Elisabeth.
7. 1420-1435 Dirk van Merheim.
8. 1435-1439 Jan van Merheim
9. 1439-1460 Elisabeth van Merheim, erfvrouwe, gehuwd met Jan de Cock, Hendrik van Ranst, en Walter Bau; zoon : Hendrik.
10. 1460-1497 Hendrik van Ranst, gehuwd met Hendrika van Haaften; kinderen : Filip, Adriana en Hendrika, Catharina, Cornelia.
11. 1497-1534 Adriana van Ranst, gehuwd in 1491 met Jan van Horne (1460-1521), heer van Baucigny; kinderen : Johanna en Filips.
12. 1534-1541 Filips van Horne (1500-1541), gehuwd in 1526 met Clara van Renesse van Elderen; kinderen : Adriana, Anna en Jan.
13. 1541-1554 Clara van Renesse van Elderen, regentes voor haar zoon Jan van Horne (1531-1606)
14. 1542-1578 Jan van Horne (1531-1606), gehuwd in 1551 met Maria van Sint-Aldegonde, in 1575 met Anna van Vlodrop en in 1596 met Anna van Brederode; kinderen met Clara : Gerard, Maximiliaan, Maria, Clara, Anna, Walburga. In 1578 werden de heerlijkheden hem ontnomen wegens trouw aan Willem van Oranje.
15. 1580-1612 Gerard van Horne (1560-1612), gehuwd in 1595 met Honorine van Wittem van Beersel, die de heerlijkheid Overijse in bracht; koningsgetrouw; in 1580 graaf van Baucigny; kinderen : Honorina, Anna, Jean, Maria, Crestine, Isabel, Ambrosius, Anne-Marie, Gerardina.
16. 1612-1618 Honorine van Wittem, gehuwd met François Henri de Croy de Roeulx, gravin van Megen en Bassigny.
17. 1618-1656 Ambrosius van Horne, heer van Boxtel, Liempde, Bassigny en Overijse. Gehuwd in 1630 met Margaretha van Bailleul, vrouwe van Lesdain en Estrelles; kinderen: Eugène, Filips, Clara, Honorina, Angelina, Maria, Albert en Ambrosius.
18. 1656-1708 Eugène van Horne, gehuwd met Maria van Croy; zoon : Filips Emanuel. Had de titel Prins van Horne (sinds 1667), was graaf van Bailleul en Bassigny.
19. 1708-1718 Filips Emanuel van Horne; gehuwd in 1694 met Marie Anne Antoinette de Ligne d'Amblise; zoon : Maximiliaan Emanuel.
20. 1718-1763 Maximiliaan Emanuel van Horne; gehuwd in 1722 met Maria Theresia Charlotte Bruce; oudste dochter Maria Theresia van Horne, in 1742 getrouwd met Filips Jozef van Salm-Kyrburg.
21. 1763-1779 Filips Jozef van Salm-Kyrburg. Een van de tien kinderen van Maria Theresia en Filips Jozef was Frederik III van Salm-Kyrburg
22. 1779-1794 Frederik III van Salm-Kyrburg, die tijdens de Franse Revolutie werd onthoofd.

## Verdere eigenaren vanKasteel Stapelen
Hoewel Frederik III erfgenamen bezat, werden de heerlijke rechten in 1798 afgeschaft en het kasteel verbeurd verklaard. Het werd verkocht aan:
1. ? -1834 Onno Adolph Marck Willem, baron de Senarclens de Grancy, kasteelheer van Haanwijk, heer van Boxtel en Liempde (1780-1836). Deze verkocht het kasteel aan:
2. 1834-1857 Gerard Bogaers, wollenstoffenfabrikant te Tilburg. Deze verkocht het kasteel aan:
3. 1857-1871 Jan Hendrik Mahie, raadslid te 's-Hertogenbosch
4. 1871-1906 Gerard Mahie, gehuwd in 1879 met Maria Louisa Elisabeth Charlotte Cunegonde de Ceva
5. 1906-1915 Maria de Ceva
6. 1915-2019 Paters Assumptionisten. Deze verkochten het kasteel aan:
7. 2019-heden Xander van Mierlo, vastgoedondernemer te Eindhoven